# Kindlers Kulturgeschichte
Kindlers Kulturgeschichte ist eine im Kindler Verlag zwischen 1960 und 1973 in 38 Bänden erschienene, breit angelegte, aus Werken international renommierter Forscher zusammengesetzte Kulturgeschichte, die sich von den Kulturen Mesopotamiens bis ins 20. Jahrhundert erstreckt. Aufgenommen wurden viele international bewährte Standardwerke, die für diese Reihe eigens ins Deutsche übersetzt wurden. Herausgeber war Egidius Schmalzriedt.

## Titel von Kindlers Kulturgeschichte
(jeweils mit erstem Erscheinungsdatum)
- Henry William Frederick Saggs: Mesopotamien. Assyrer, Babylonier, Sumerer. 1966.
- Pierre Montet: Das alte Ägypten. Von der Vorgeschichte bis zu Alexander dem Großen. 1964.
- Sabatino Moscati: Die Phöniker. Von 1200 vor Chr. bis zum Untergang Karthagos. 1966.
- Stuart Piggott: Vorgeschichte Europas. Vom Nomadentum zur Hochkultur. 1974.
- Cecil Maurice Bowra: Griechenland. Von Homer bis 404 vor Chr. 1960.
- Michael Grant: Rom. 133 vor Chr. bis 217 nach Chr. 1964.
- Michael Grant: Mythen der Griechen und Römer. 1964.
- Joseph Vogt: Der Niedergang Roms. Metamorphose der antiken Kultur von 200 bis 500. 1965.
- Max Cary und Eric Herbert Warmington: Die Entdeckungen der Antike. 1966.
- Myles Dillon und Nora Kershaw Chadwick: Die Kelten. Von der Vorgeschichte bis zum Normanneneinfall. 1967.
- Steven Runciman: Byzanz. Von der Gründung bis zum Fall Konstantinopels. 1969.
- Charles Burney und David Marshall Lang: Die Bergvölker Vorderasiens. Armenien und der Kaukasus von der Vorzeit bis zum Mongolensturm. 1973.
- Friedrich Heer: Mittelalter. Von 1100 bis 1350. 1961.
- René Grousset: Die Steppenvölker. Attila, Dschingis-Khan, Tamerlan. 1970.
- André Miquel: Der Islam. Von Mohammed bis Nasser. 1970.
- Richard Frye: Persien. 1962.
- Johann Maier: Das Judentum. Von der biblischen Zeit bis zur Moderne. 1973.
- John H. Parry: Das Zeitalter der Entdeckungen. Von 1450 bis 1630. 1963.
- S. Harrison Thomson: Das Zeitalter der Renaissance. Von Petrarca bis Erasmus. 1969.
- Maurice Ashley: Das Zeitalter des Barock. Europa zwischen 1598 und 1715. 1968.
- Fernand Braudel: Die Geschichte der Zivilisation. 15. bis 18. Jahrhundert. 1971.
- John H. Parry: Europäische Kolonialreiche. Welthandel und Weltherrschaft im 18. Jahrhundert. 1963.
- Nicholas Mansergh: Das britische Commonwealth. Entstehung, Geschichte, Struktur. 1969.
- Eric Hobsbawm: Europäische Revolutionen 1789 bis 1848. 1962.
- Robert Schnerb: Das bürgerliche Zeitalter. Europa als Weltmacht 1815–1914. 1971.
- George Lichtheim: Europa im XX. Jahrhundert. Eine Geistesgeschichte der Gegenwart. 1973.
- Roger Portal: Die Slawen. Von Völkern zu Nationen. 1971.
- Dmitri Petrowitsch Swjatopolk-Mirski: Russland. Von der Vorgeschichte bis zur Oktoberrevolution. 1967.
- Friedrich Katz: Vorkolumbische Kulturen. Die großen Reiche des Alten Amerika. 1969.
- John Eric Sidney Thompson: Die Maya. Aufstieg und Niedergang einer Indianerkultur. 1968.
- J. Alden Mason: Das alte Peru. Eine indianische Hochkultur. 1965.
- Helen Miller Bailey und Abraham Phineas Nasatir: Lateinamerika. Von iberischen Kolonialreichen zu autonomen Republiken. 1969.
- Max Savelle: Die Vereinigten Staaten von Amerika. Von der Kolonie zur Weltmacht. 1969.
- Reginald Le May: Südostasien. Das Erbe Indiens. 1967.
- Romila Thapar und Percival Spear: Indien. Von den Anfängen bis zum Kolonialismus. 1966.
- Charles Patrick Fitzgerald: China. Von der Vorgeschichte bis zum 19. Jahrhundert. 1967.
- George B. Sansom: Japan. Von der Frühgeschichte bis zum Ende des Feudalsystems. 1967.
- Jacques Maquet und Herbert Ganslmayr: Afrika. Die schwarzen Zivilisationen. 1970.

## Kindlers Kulturgeschichte des Abendlandes
Es gab auch eine Reihe Kindlers Kulturgeschichte des Abendlandes in 22 Bänden, erschienen 1974 bis 1980 und herausgegeben von Friedrich Heer (Reprint dtv 1983, ohne die Bände 18 und 22). Darin waren einige der Bände der ersten Reihe enthalten, aber auch drei neue und Neubearbeitungen: 
- Band 1: Stuart Piggott: Vorgeschichte Europas. 1974.
- Band 2: Cecil Bowra: Griechenland. 1974.
- Band 3: Moses Hadas: Die Kultur des Hellenismus. Werden und Wirkung. 1975.
- Band 4: Michael Grant: Rom. Porträt einer Weltkultur. 1975.
- Band 5: Joseph Vogt: Die Spätantike. Der Niedergang Roms – Metamorphose der antiken Kultur. 1976.
- Band 6: Myles Dillon, Nora Kershaw Chadwick: Die Kelten. 1976.
- Band 7: Emil Nack: Die Germanen. 1976.
- Band 8: Steven Runciman: Byzanz. 1976.
- Band 9 und 10: Friedrich Heer: Mittelalter, erweiterte Ausgabe in zwei Bänden, 1977.
- Band 11: Samuel Harrison Thomson: Das Zeitalter der Renaissance.  1977.
- Band 12: John Parry: Das Zeitalter der Entdeckungen. 1978.
- Band 13: Maurice Ashley: Das Zeitalter des Barock. 1978.
- Band 14: George Rudé: Europa im 18. Jahrhundert. Die Aristokratie und ihre Herausforderung durch das Bürgertum. 1978.
- Band 15: Eric Hobsbawm: Europäische Revolutionen. 1978.
- Band 16: John Parry: Europäische Kolonialreiche. 1978.
- Band 17: Nicholas Mansergh: Das britische Commonwealth. 1978.
- Band 18: Fernand Braudel: Die Geschichte der Zivilisation. 15. bis 18. Jahrhundert. 1979.
- Band 19: Robert Schnerb: Europa im 19. Jahrhundert: Europa als Weltmacht (1815–1914). 1979.
- Band 20: Roger Portal: Die Slawen. 1979.
- Band 21: George Lichtheim: Europa im 20. Jahrhundert. 1979.
- Band 22: Register, Zeittafel. 1980.

## Bibliographische Angaben
- Kindlers Kulturgeschichte. 38 Bände. Kindler, Zürich/München 1960–1971.
- Kindlers Kulturgeschichte des Abendlandes, 22 Bände. Kindler, Zürich/München 1974–1980.